# 臺東赤箭
臺東赤箭（學名：Gastrodia taitungensis）是天麻屬的一種植物，只在臺灣臺東有極少量分布。外形與擬八代赤箭（Gastrodia confusoides）接近，唇瓣為三角狀卵形且前段為舌狀，基部突起較小且表面沒有蜜腺，花冠筒長約10-15公分，呈鐘形，較擬八代赤箭的花冠筒略窄，蕊柱呈棍棒狀，較擬八代赤箭的略長，於9-10月開花。